# Преброяване на населението в Царство България (1926)
Преброяването на населението в Царство България през 1926 година се състои на 31 декември. Поради финансови причини те са проведени вместо в края на 1925 г. в следващата година. За първи път се включва преброяване на земеделските стопанства и на занаятчийско-индустриалните предприятия.
Организацията на преброяването е поверена на държавните и общинските служители. Контролните функции по отношение на работата на преброителите са възложени на агент-контрольори, а общинските власти и кметовете носят отговорност да окажат необходимото съдействие за правилното и законосъобразно извършване на преброяването. То стартира в определен ден в цялата страна, във всичките 5749 населени места. Преброителите, ангажирани с тази общонационална задача, са 36 347, като 5013 от тях са агент-контрольори. На всеки преброител се падат 151 преброени лица.
За първи път в историята на преброяванията в България през 1926 г. Главната дирекция на статистиката организира мащабна разяснителна кампания за популяризиране на идеята на преброяването и за повдигане на духа на населението. Отпечатани са специални брошури и листовки: „Апел към учителите в царството“ – 35 000 екземпляра, „Призив към българските граждани“ – 400 000 екземпляра, „Покана към организациите“ – 65 000 екземпляра, и големи афиши – 50 000 екземпляра. Брошурите и листовките са разпространени сред грамотното население в периода 25 – 31 декември 1926 г., а позивите и афишите са разлепени на видни места във всички села и градове на царството.

## Резултати

### Етнически състав
Численост и дял на етническите групи:
| Етническа група    | Численост | Дял (в %) |
| Общо               | 5 478 741 | 100.00    |
| Българи            | 4 557 706 | 83.18     |
| Турци              | 577 552   | 10.54     |
| Цигани             | 134 844   | 2.46      |
| Друга              | 208 639   | 3.80      |
| Не се самоопределя | –         | –         |

### Вероизповедание
Численост и дял на населението по вероизповедание:
| Вероизповедание            | Численост | Дял (в %) |
| Общо                       | 5 478 741 | 100.00    |
| Православие                | 4 569 074 | 83.39     |
| Ислям                      | 789 296   | 14.43     |
| Юдаизъм                    | 46 431    | 0.84      |
| Католицизъм                | 40 347    | 0.73      |
| Армено–грегорианска църква | 25 402    | 0.46      |
| Протестантство             | 6735      | 0.12      |
| Друго и непоказано         | 1456      | 0.02      |